# Чемпіонат світу з футболу серед бездомних
Чемпіонат світу з футболу серед бездомних (англ. Homeless World Cup) — футбольний турнір серед осіб зі статусом «бездомний», який щорічно проводиться за фінансової підтримки з боку союзу УЄФА і Міжнародної мережі вуличних газет (INSP). 
Змагання ставить своїм завданням розвиток масового футболу, а також роботу з бездомними та вигнанцями суспільства (соціально виключеними) з усього світу. Організатори вважають, що таким чином суспільство починає бачити в безхатьках таких же людей і стає гуманнішим по відношенню до них. 
У той же самий час турнір надає високий рівень впливу на самих його учасників, надає їм впевненості у власних силах, допомагає вирішувати нагальні проблеми. За статистикою, кожне змагання поліпшує життя 77 учасників зі ста. Вони перестають вживати алкоголь і наркотики, знаходять собі житло, роботу, починають займатися спортом і вчитися, налагоджують відносини з родиною та близькими. Багато бездомних навіть стають гравцями і тренерами в напівпрофесійних і професійних клубах. 
УЄФА відраховує на утримання турніру всі штрафи, які виплачуються футбольними клубами та збірними у змаганнях під егідою Союзу європейських футбольних асоціацій. Кожен з матчів турніру проводиться за правилами «вуличного футболу» (soccer), на асфальтових покриттях і триває 15 хвилин. Склад команди може бути змішаним, туди можуть входити як чоловіки-безхатьки, так і жінки.

## Турніри
Команди Чилі, Бразилії, Шотландії, Італії ставали чемпіонами двічі; Росії, України, Австрії, Мексики і Афганістану - один раз.
- Результаты на сайте RSSSF [Архівовано 5 березня 2016 у Wayback Machine.](англ.)